# Tweede Kamerverkiezingen 2023/Kandidatenlijst/LEF - Voor de Nieuwe Generatie
Dit is de kandidatenlijst voor de Tweede Kamerverkiezingen van 2023 van LEF - Voor de Nieuwe Generatie zoals die op 13 oktober 2023 is vastgesteld door de Kiesraad. LEF nam aan deze verkiezingen deel in negentien van de twintig kieskringen, de partij nam niet deel in kieskring 20 (Bonaire).
1. Daniël van Duijn, Amsterdam - 2.104 stemmen
2. Nuria Zantman, Amsterdam - 1.340
3. Zoë Neijts, 's-Gravenhage - 372
4. Madelief Wijnker, Utrecht - 291
5. Jip Bloem, Leidschendam - 104
6. Rogier van Westerlaak, Amsterdam - 29
7. Yumiko van Diest, Amstelveen - 80
8. Wail Kherrazi, Amstelveen - 55
9. Iva Pont, Amersfoort - 74
10. Didier Torres Noordenbos, Amsterdam - 25
11. Manu Gunning, Amsterdam - 33
12. Mar Berends, Goteborg (SE) - 43
13. Leia Pickkers, Alkmaar - 77
14. Shirley Sjiem-Fat, Amsterdam - 81
15. Pieter Hulst, Amsterdam - 30
16. Linda Bijl, Amsterdam - 60
17. Merlijn Twaalfhoven, Amsterdam - 60
18. Niraï Melis, Epe - 70
19. Britte van Die, Babberich - 79
20. Martin van Rooij, Maastricht - 115

VVD · D66 · GroenLinks-PvdA · PVV · CDA · SP · Forum voor Democratie · Partij voor de Dieren · ChristenUnie · Volt · JA21 · SGP · DENK · 50PLUS · BBB · BIJ1 · Piratenpartij - De Groenen · BVNL / Groep Van Haga · Nieuw Sociaal Contract · Splinter · Libertaire Partij · LEF - Voor de Nieuwe Generatie · Samen voor Nederland · Nederland met een PLAN · PartijvdSport · Politieke Partij voor Basisinkomen